# Yezoceryx
Yezoceryx är ett släkte av steklar. Yezoceryx ingår i familjen brokparasitsteklar.

## Dottertaxa tillYezoceryx, i alfabetisk ordning[1]
- Yezoceryx amaryllyx
- Yezoceryx angulareolus
- Yezoceryx angustus
- Yezoceryx apicicarinus
- Yezoceryx apicipennis
- Yezoceryx areolus
- Yezoceryx biumbratus
- Yezoceryx breviclypeus
- Yezoceryx breviculus
- Yezoceryx choui
- Yezoceryx coelyx
- Yezoceryx continuus
- Yezoceryx corporalis
- Yezoceryx cristaexcels
- Yezoceryx daqingshanensis
- Yezoceryx dinyx
- Yezoceryx elatus
- Yezoceryx emeiensis
- Yezoceryx eurysternites
- Yezoceryx ferrugineus
- Yezoceryx flavidus
- Yezoceryx flaviscutellus
- Yezoceryx fui
- Yezoceryx fulvus
- Yezoceryx hengduanensis
- Yezoceryx intermedius
- Yezoceryx iridicolor
- Yezoceryx isshikii
- Yezoceryx jinpingensis
- Yezoceryx longiareolus
- Yezoceryx luteus
- Yezoceryx maculataexcels
- Yezoceryx maculatus
- Yezoceryx melanothoractus
- Yezoceryx montanus
- Yezoceryx monticola
- Yezoceryx nebulosus
- Yezoceryx nigricans
- Yezoceryx nigricephalus
- Yezoceryx nigrolineatus
- Yezoceryx nigroscutatus
- Yezoceryx punctatus
- Yezoceryx purpuratus
- Yezoceryx qinlingensis
- Yezoceryx rishiriensis
- Yezoceryx rupinsulensis
- Yezoceryx scutellaris
- Yezoceryx sonani
- Yezoceryx subcorporalis
- Yezoceryx tantalyx
- Yezoceryx ternifolius
- Yezoceryx testaceus
- Yezoceryx townesi
- Yezoceryx u-maculosus
- Yezoceryx walkleyae
- Yezoceryx varicolor
- Yezoceryx wuyiensis
- Yezoceryx xanthorius